# 1749
Il 1749 (MDCCXLIX in numeri romani) è un anno  del XVIII secolo.

## Eventi
- 19 febbraio – Papa Benedetto XIV pubblica la lettera enciclica Annus Qui Hunc.
- 12 aprile – Eulero scrive l'identità dei quattro quadrati nella lettera CXXV a Goldbach.
- 19 maggio – Dopo la fondazione della Compagnia dell'Ohio, ad opera di un gruppo di inglesi e di abitanti della Virginia, la compagnia ottiene da Giorgio II di Gran Bretagna una concessione di 50.000 acri lungo l'alto Ohio.
- 12 giugno – Una tromba d'aria, proveniente dal mare dinnanzi a Ostia, devasta Roma e dintorni.
- 26 giugno – Papa Benedetto XIV pubblica la lettera enciclica Apostolica Constitutio.
- 9 luglio – Viene fondato l'insediamento navale di Halifax, in Nuova Scozia.
- 29 ottobre – Guillaume Le Gentil scopre la galassia ellittica M32.
- 31 ottobre – Papa Benedetto XIV pubblica la lettera enciclica Gravissimo Animi.
- 3 dicembre – Papa Benedetto XIV pubblica la lettera enciclica Inter Praeteritos, nella quale precisa le norme da applicarsi per il giubileo dell'anno seguente, 1750.
- In prigione, John Cleland pubblica Fanny Hill. Memorie di una donna di piacere.
- Viene completata e pubblicata la traduzione italiana della Cyclopaedia inglese, in 9 volumi.
- È introdotta per la prima volta in Europa la lattuga dei minatori.

## Nati

### Gennaio
- 1º gennaio - Luigi Francesco di Borbone-Busset, generale francese († 1829)
- 1º gennaio - Anne-Antoine-Jules de Clermont-Tonnerre, cardinale e arcivescovo cattolico francese († 1830)
- 8 gennaio - Angelo Venturoli, architetto italiano († 1821)
- 12 gennaio - Ferdinand von Trauttmansdorff, diplomatico e politico austriaco († 1827)
- 13 gennaio - Friedrich Müller, poeta, drammaturgo e pittore tedesco († 1825)
- 16 gennaio - Vittorio Alfieri, drammaturgo, poeta e scrittore italiano († 1803)
- 19 gennaio - Casimira di Anhalt-Dessau, nobile († 1778)
- 21 gennaio - Chaim Ickovits, filosofo e teologo polacco († 1821)
- 24 gennaio - Charles James Fox, politico britannico († 1806)
- 27 gennaio - Franz Karl Alter, gesuita, filologo classico e insegnante austriaco († 1804)
- 29 gennaio - Cristiano VII di Danimarca, re († 1808)

### Febbraio
- 1º febbraio - Franz Xaver von Salm-Reifferscheidt-Krautheim, cardinale austriaco († 1822)
- 2 febbraio - Ferdinand Ernst Maria von Bissingen-Nippenburg, ufficiale e politico austriaco († 1831)
- 2 febbraio - Mathurin Crucy, architetto e urbanista francese († 1826)
- 2 febbraio - Jacques Louis François Delaistre de Tilly, generale francese († 1822)
- 9 febbraio - Claude-Louis Petiet, politico e generale francese († 1806)
- 16 febbraio - Wilhelm Heinse, scrittore tedesco († 1803)
- 20 febbraio - Georg Karl von Fechenbach, vescovo cattolico tedesco († 1808)
- 22 febbraio - Johann Nikolaus Forkel, musicologo e organista tedesco († 1818)
- 23 febbraio - Gertrud Elisabeth Mara, soprano tedesco († 1833)
- 24 febbraio - Mary Eleanor Bowes, nobildonna britannica († 1800)
- 25 febbraio - John Chetwynd-Talbot, I conte Talbot, politico inglese († 1793)
- 25 febbraio - André Jeanbon Saint André, politico e rivoluzionario francese († 1813)

### Marzo
- 2 marzo - Cesare Guerrieri Gonzaga, cardinale italiano († 1832)
- 4 marzo - Florence, attore teatrale francese († 1816)
- 4 marzo - Romualdo Antonio Mon y Velarde, arcivescovo cattolico spagnolo († 1819)
- 5 marzo - Friederike von Alvensleben, attrice teatrale, drammaturga e librettista tedesca († 1799)
- 9 marzo - Honoré Gabriel Riqueti de Mirabeau, politico, scrittore e diplomatico francese († 1791)
- 10 marzo - Lorenzo Da Ponte, presbitero, poeta e librettista italiano († 1838)
- 13 marzo - William FitzGerald, II duca di Leinster, nobile, politico e poeta irlandese († 1804)
- 16 marzo - Joseph Richter, scrittore e poeta austriaco († 1813)
- 19 marzo - Luigi Fantoni, storico e letterato italiano († 1808)
- 19 marzo - Luisa Anna di Hannover, principessa inglese († 1768)
- 23 marzo - Pierre Simon Laplace, matematico, fisico e astronomo francese († 1827)
- 28 marzo - Antonio Maria Doria Pamphilj, cardinale italiano († 1821)
- 30 marzo - Tiberio Cavallo, fisico italiano († 1809)

### Aprile
- 4 aprile - Vincenzo De Filippis, matematico, filosofo e patriota italiano († 1799)
- 5 aprile - Tommaso Puccini, gallerista italiano († 1811)
- 6 aprile - Giovanna Sestini, soprano italiano († 1814)
- 9 aprile - Camillo Federici, drammaturgo e attore teatrale italiano († 1802)
- 10 aprile - Conrad Heyer, militare statunitense († 1856)
- 11 aprile - Adélaïde Labille-Guiard, pittrice francese († 1803)
- 17 aprile - Pierre-Yves Barré, commediografo e paroliere francese († 1832)
- 18 aprile - Richard Pickersgill, ufficiale britannico († 1779)
- 23 aprile - Louis-Auguste Juvénal des Ursins d'Harville, nobile, militare e politico francese († 1815)
- 27 aprile - Fortuné-Charles de Mazenod, vescovo cattolico francese († 1840)

### Maggio
- 1º maggio - Luigia Giuli Vaccolini, artista italiana († 1811)
- 4 maggio - Charlotte Turner Smith, poetessa e scrittrice britannica († 1806)
- 5 maggio - Jean-Frédéric Edelmann, compositore francese († 1794)
- 11 maggio - George Cholmondeley, I marchese di Cholmondeley, politico e nobile britannico († 1827)
- 15 maggio - Levi Lincoln senior, politico statunitense († 1820)
- 17 maggio - Edward Jenner, medico e naturalista britannico († 1823)
- 22 maggio - Giuseppe Calandrelli, astronomo e matematico italiano († 1827)
- 27 maggio - Lotario Tomba, architetto italiano († 1823)

### Giugno
- 4 giugno - Giuseppe Maria Capodieci, presbitero e archeologo italiano († 1828)
- 4 giugno - Adolphus Ypey, botanico olandese († 1822)
- 5 giugno - Jenny von Voigts, scrittrice tedesca († 1814)
- 7 giugno - Nicolas Haxo, generale francese († 1794)
- 9 giugno - Pierre Paulin Gourrège, militare francese († 1805)
- 11 giugno - Louise Elisabeth de Croÿ, scrittrice francese († 1832)
- 12 giugno - August Franz Heinrich Naumann, militare e pittore tedesco († 1795)
- 13 giugno - Antonia del Liechtenstein, principessa austriaca († 1813)
- 15 giugno - Georg Joseph Vogler, compositore, organista e insegnante tedesco († 1814)
- 16 giugno - Gottlieb Conrad Christian Storr, medico, naturalista e chimico tedesco († 1821)
- 18 giugno - Alexandre Bultos, attore teatrale belga († 1787)
- 19 giugno - Collot d'Herbois, attore teatrale, drammaturgo e politico francese († 1796)

### Luglio
- 6 luglio - Francesco Favi, diplomatico e mecenate italiano († 1823)
- 6 luglio - Berardo Quartapelle, scienziato e agronomo italiano († 1804)
- 9 luglio - Anna Michajlovna Volkonskaja, nobildonna russa († 1824)
- 11 luglio - Pasquale Baffi, grecista, bibliotecario e rivoluzionario italiano († 1799)
- 12 luglio - Giuseppe Maria Puppo, compositore, violinista e direttore d'orchestra italiano († 1827)
- 16 luglio - Cyrus Griffin, politico statunitense († 1810)
- 20 luglio - Louis-Pierre Deseine, scultore francese († 1822)
- 26 luglio - Laurence Parsons, I conte di Rosse, nobile e politico irlandese († 1807)
- 26 luglio - John Warwick Smith, pittore e illustratore inglese († 1831)
- 30 luglio - Christoph von Benckendorff, generale russo († 1823)

### Agosto
- 3 agosto - Domenico Alberto Azuni, giurista e magistrato italiano († 1827)
- 3 agosto - Friedrich August Joseph von Nauendorf, generale tedesco († 1801)
- 10 agosto - John Edwin, attore teatrale e scrittore inglese († 1790)
- 10 agosto - Christian August Lorentzen, pittore danese († 1828)
- 20 agosto - Aleksandr Nikolaevič Radiščev, scrittore russo († 1802)
- 21 agosto - Edvard Storm, poeta e pedagogista norvegese († 1794)
- 27 agosto - James Madison, vescovo anglicano statunitense († 1812)
- 28 agosto - Johann Wolfgang von Goethe, scrittore, poeta e drammaturgo tedesco († 1832)

### Settembre
- 1º settembre - Michelangelo Monti, poeta italiano († 1823)
- 8 settembre - Mariano Álvarez de Castro, generale spagnolo († 1810)
- 8 settembre - Dominique-Joseph Garat, scrittore e politico francese († 1833)
- 8 settembre - Yolande de Polastron, duchessa de Polignac, nobildonna francese († 1793)
- 8 settembre - Maria Teresa Luisa di Savoia-Carignano, principessa († 1792)
- 13 settembre - Carlo Francesco Albani, III principe di Soriano nel Cimino, nobile italiano († 1817)
- 15 settembre - Francesco Mengotti, economista e politico italiano († 1830)
- 17 settembre - Juan Agustín Ceán Bermúdez, storico dell'arte e pittore spagnolo († 1829)
- 19 settembre - Jean-Baptiste Delambre, astronomo e matematico francese († 1822)
- 22 settembre - Angélique D'Hannetaire, attrice teatrale e soprano francese († 1822)
- 24 settembre - José de Ribas, ammiraglio italiano († 1800)
- 25 settembre - Abraham Gottlob Werner, geologo e mineralogista tedesco († 1817)
- 30 settembre - Joseph Jérôme Siméon, politico francese († 1842)

### Ottobre
- 2 ottobre - Augusta Dorotea di Brunswick-Wolfenbüttel, principessa († 1810)
- 4 ottobre - Jean-Louis Duport, violoncellista e compositore francese († 1819)
- 8 ottobre - Rosalie Levasseur, soprano francese († 1826)
- 8 ottobre - Carlo Felice Soave, architetto svizzero († 1803)
- 9 ottobre - Egid Joseph Karl von Fahnenberg, diplomatico e giudice austriaco († 1827)
- 10 ottobre - Martin Vahl, botanico e zoologo norvegese († 1804)
- 17 ottobre - Konrad Langenegger, carpentiere svizzero († 1818)
- 21 ottobre - Tadeusz Brzozowski, gesuita polacco († 1820)
- 25 ottobre - Marie Le Masson Le Golft, scrittrice e naturalista francese († 1826)
- 25 ottobre - Erik Magnus Staël von Holstein, nobile e diplomatico svedese († 1802)
- 27 ottobre - Joseph Strutt, incisore inglese († 1802)
- 30 ottobre - Angelo Cesaris, gesuita e astronomo italiano († 1832)

### Novembre
- 3 novembre - Daniel Rutherford, chimico scozzese († 1819)
- 5 novembre - Adélaïde-Marie Champion de Cicé, religiosa francese († 1818)
- 5 novembre - Sergej Fëdorovič Golicyn, generale russo († 1810)
- 10 novembre - Scipione Piattoli, scrittore, politico e prete italiano († 1809)
- 10 novembre - Iacopo Vittorelli, poeta, librettista e letterato italiano († 1835)
- 15 novembre - Václav Leopold Chlumčanský, nobile e arcivescovo cattolico ceco († 1830)
- 17 novembre - Nicolas Appert, inventore francese († 1841)
- 19 novembre - Giovanni Battista Staffieri, stuccatore e scultore svizzero († 1808)
- 23 novembre - Edward Rutledge, politico e militare statunitense († 1800)
- 30 novembre - Vitangelo Bisceglia, botanico e agronomo italiano († 1817)

### Dicembre
- 10 dicembre - Girolamo Grossi, monaco cristiano e architetto svizzero († 1809)
- 13 dicembre - Francisco Javier de Lizana y Beaumont, arcivescovo cattolico spagnolo († 1815)
- 15 dicembre - Alois Ugarte, politico e nobile boemo († 1817)
- 16 dicembre - Pietro Gravina, cardinale e arcivescovo cattolico italiano († 1830)
- 17 dicembre - Domenico Cimarosa, compositore italiano († 1801)
- 20 dicembre - Abraham Bennet, fisico inglese († 1799)
- 21 dicembre - Alexandre Ferdinand Léonce Lapostolle, fisico francese († 1831)
- 24 dicembre - Karl Gottfried Hagen, chimico tedesco († 1829)
- 30 dicembre - Antonín Kraft, violoncellista e compositore ceco († 1820)

### Senza giorno specificato
- Nicodemo l'Agiorita, religioso e teologo greco († 1809)
- Manuel Inácio da Silva Alvarenga, poeta brasiliano († 1814)
- Gennaro Astarita, compositore italiano († 1805)
- Benjamin Bell, chirurgo scozzese († 1806)
- Francesco Bellati, storico, numismatico e economista italiano († 1819)
- Venanzio Bisini, pittore italiano
- Thomas Burke, incisore e pittore irlandese († 1815)
- José Raimundo Carrillo, militare statunitense († 1809)
- Thomas Daniell, pittore inglese († 1840)
- Leopoldo De Renzis, militare italiano († 1799)
- Felice Guascone, pittore e incisore italiano († 1830)
- Salvador Gurri, scultore spagnolo († 1819)
- John Ingleby, pittore e miniaturista britannico († 1808)
- Tommaso III Malaspina, nobile italiano († 1834)
- Pier Antonio Meneghelli, scrittore e drammaturgo italiano († 1819)
- Fernando Miyares y Gonzáles, politico cubano († 1818)
- Simon-Pierre Mérard de Saint-Just, scrittore francese († 1812)
- Lorenzo Nannoni, chirurgo italiano († 1812)
- Justus Perthes, editore tedesco († 1816)
- Luis Antonio Pignatelli de Aragón y Gonzaga, nobile e militare spagnolo († 1801)
- Augustin-Charles Piroux, architetto e giurista francese († 1805)
- Luigi Pistocchi, pittore italiano
- Giovanni Battista Rodella, inventore italiano († 1834)
- Vincenzo Ruffo, architetto e teorico dell'architettura italiano († 1794)
- Giuseppe Vella, monaco cristiano e falsario italiano († 1814)
- George Walton, politico statunitense († 1804)

## Morti

### Gennaio
- 10 gennaio - Giambattista Mariotti, pittore italiano (n. 1690)
- 26 gennaio - Hercule Mériadec de Rohan-Soubise, nobile francese (n. 1669)
- 27 gennaio - Nicolas-Henri Tardieu, incisore francese (n. 1674)
- 29 gennaio - Donato Creti, pittore italiano (n. 1671)

### Febbraio
- 1º febbraio - Francesca Maria di Borbone-Francia, nobile francese (n. 1677)
- 7 febbraio - André Cardinal Destouches, compositore francese (n. 1672)
- 8 febbraio - Jan van Huysum, pittore e disegnatore olandese (n. 1682)
- 9 febbraio - Anselm Franz von Ingelheim, vescovo cattolico tedesco (n. 1683)
- 11 febbraio - Philip Livingston, imprenditore statunitense (n. 1686)
- 14 febbraio - Eustache Chartier de Lotbinière, funzionario francese (n. 1688)
- 14 febbraio - Giacomo Strobl junior, intagliatore italiano (n. 1675)
- 18 febbraio - Francesco Ferrante Gonzaga, nobile italiano (n. 1697)

### Marzo
- 8 marzo - Nicolas Fréret, storico e linguista francese (n. 1688)
- 12 marzo - Alessandro Magnasco, pittore italiano (n. 1667)
- 15 marzo - Aleksandr Ivanovič Rumjancev, nobile, diplomatico e generale russo (n. 1680)

### Aprile
- 5 aprile - Giuseppe Alaleona, letterato italiano (n. 1670)
- 6 aprile - Antonio Schinella Conti, fisico e matematico italiano (n. 1677)
- 10 aprile - Tommaso Aceti, vescovo cattolico, bibliotecario e filologo italiano (n. 1687)
- 18 aprile - Giovanni Antonio Veneroni, architetto italiano
- 27 aprile - Mechitar di Sebaste, monaco cristiano armeno (n. 1676)

### Maggio
- 7 maggio - Jean-Jacques Amelot de Chaillou, politico francese (n. 1689)
- 11 maggio - Catharine Trotter Cockburn, filosofa, drammaturga e scrittrice inglese (n. 1679)
- 15 maggio - Niccolò Nannetti, pittore italiano (n. 1674)
- 28 maggio - Pierre Subleyras, pittore francese (n. 1699)
- 30 maggio - Sofia Carlotta d'Assia-Kassel, duchessa (n. 1678)

### Giugno
- 4 giugno - Federico Augusto di Harrach-Rohrau, politico austriaco (n. 1696)
- 11 giugno - Johann Bernhard Bach, compositore e organista tedesco (n. 1676)
- 13 giugno - Jan Frans van Bloemen, pittore e incisore fiammingo (n. 1662)
- 13 giugno - John Norris, ammiraglio britannico
- 18 giugno - Ambrose Philips, poeta e politico inglese (n. 1674)
- 29 giugno - Bartolomeo Mazzuoli, scultore italiano (n. 1674)

### Luglio
- 2 luglio - Francesco Maria Benedetti, compositore e francescano italiano (n. 1683)
- 3 luglio - William Jones, matematico gallese (n. 1675)
- 12 luglio - Charles de La Boische, militare e funzionario francese (n. 1671)
- 17 luglio - Samuel Henzi, scrittore e rivoluzionario svizzero (n. 1701)
- 19 luglio - Armand I de Rohan-Soubise, cardinale e politico francese (n. 1674)
- 23 luglio - Antonio Maria Pallavicini, patriarca cattolico italiano (n. 1674)

### Agosto
- 13 agosto - Johann Elias Schlegel, scrittore e drammaturgo tedesco (n. 1719)
- 20 agosto - Raniero Felice Simonetti, cardinale e arcivescovo cattolico italiano (n. 1675)
- 22 agosto - Simone Maria Poggi (n. 1685)
- 24 agosto - Carlo di Monaco, principe e militare monegasco (n. 1722)
- 29 agosto - Matej Bel, storico, filosofo e pedagogista slovacco (n. 1684)
- 29 agosto - Justus Henning Böhmer, giurista e storico tedesco (n. 1674)

### Settembre
- 5 settembre - John James Heidegger, impresario teatrale svizzero (n. 1666)
- 10 settembre - Émilie du Châtelet, matematica, fisica e letterata francese (n. 1706)
- 12 settembre - Ottavio Gasparini, vescovo cattolico e diplomatico italiano (n. 1676)
- 14 settembre - Richard Temple, I visconte Cobham, militare e politico britannico (n. 1675)
- 29 settembre - Adil Shah, sovrano persiano

### Ottobre
- 1º ottobre - Abraham Bedros I Ardzivian, patriarca cattolico armeno (n. 1679)
- 1º ottobre - Pietro Bainville, pittore francese (n. 1674)
- 4 ottobre - Franz von der Trenck, militare austriaco (n. 1711)
- 13 ottobre - Aleksandr Borisovič Kurakin, politico e ambasciatore russo (n. 1697)
- 19 ottobre - William Ged, inventore e orafo britannico (n. 1699)
- 26 ottobre - Louis-Nicolas Clérambault, organista e compositore francese (n. 1676)

### Novembre
- 11 novembre - Federico Guglielmo II di Schleswig-Holstein-Sonderburg-Beck, nobile tedesco (n. 1687)
- 16 novembre - Angelo Felice Capelli, matematico e astronomo italiano (n. 1681)
- 29 novembre - Ernesto Leopoldo d'Assia-Rheinfels-Rotenburg,  tedesco (n. 1684)

### Dicembre
- 5 dicembre - Pierre Gaultier de Varennes de la Vérendrye, esploratore francese (n. 1685)
- 8 dicembre - Claudine Guérin de Tencin, scrittrice francese (n. 1682)
- 11 dicembre - Bernardino Ludovisi, scultore italiano (n. 1693)
- 19 dicembre - Francesco Antonio Bonporti, compositore italiano (n. 1672)
- 23 dicembre - Mark Catesby, naturalista inglese (n. 1683)
- 28 dicembre - Francesco Girolamo Bona, arcivescovo cattolico e diplomatico dalmata (n. 1687)

### Senza giorno specificato
- Bal'arab bin Himyar, sovrano omanita
- Lorenzo Boturini Bernaducci, storico, antiquario e etnologo italiano (n. 1698)
- Giuseppe Bartolomeo Caccia, medico, botanico e docente italiano
- Lelio Dalla Volpe, tipografo italiano (n. 1685)
- Vincenzo Damini, pittore italiano
- Balthasar Denner, pittore tedesco (n. 1685)
- Maria Oriana Galli da Bibbiena, pittrice italiana (n. 1656)
- Thomas Godfrey, ottico e inventore statunitense (n. 1704)
- Winifred Herbert, nobile britannica (n. 1680)
- Aureliano Milani, pittore, disegnatore e incisore italiano (n. 1675)
- Federico Ernesto di Lippe-Alverdissen, nobile (n. 1694)
- Guy Louis II Vernansal, pittore francese
- Benedetto Viale, doge (n. 1660)
- Benjamin Wilkes, illustratore e entomologo inglese
- Marco de Luchi, arcivescovo cattolico dalmata (n. 1689)
- Muhsinzade Abdullah Pascià, politico e militare ottomano (n. 1661)

## Calendario
| Calendario 1749 | Calendario 1749 | Calendario 1749 | Calendario 1749 | Calendario 1749 | Calendario 1749 | Calendario 1749 | Calendario 1749 | Calendario 1749 | Calendario 1749 | Calendario 1749 | Calendario 1749 | Calendario 1749 | Calendario 1749 | Calendario 1749 | Calendario 1749 | Calendario 1749 | Calendario 1749 | Calendario 1749 | Calendario 1749 | Calendario 1749 | Calendario 1749 | Calendario 1749 | Calendario 1749 | Calendario 1749 | Calendario 1749 | Calendario 1749 | Calendario 1749 | Calendario 1749 | Calendario 1749 | Calendario 1749 | Calendario 1749 | Calendario 1749 |
| --------------- | --------------- | --------------- | --------------- | --------------- | --------------- | --------------- | --------------- | --------------- | --------------- | --------------- | --------------- | --------------- | --------------- | --------------- | --------------- | --------------- | --------------- | --------------- | --------------- | --------------- | --------------- | --------------- | --------------- | --------------- | --------------- | --------------- | --------------- | --------------- | --------------- | --------------- | --------------- | --------------- |
|                 | 1               | 2               | 3               | 4               | 5               | 6               | 7               | 8               | 9               | 10              | 11              | 12              | 13              | 14              | 15              | 16              | 17              | 18              | 19              | 20              | 21              | 22              | 23              | 24              | 25              | 26              | 27              | 28              | 29              | 30              | 31              |                 |
| Gennaio         | Me              | Gi              | Ve              | Sa              | Do              | Lu              | Ma              | Me              | Gi              | Ve              | Sa              | Do              | Lu              | Ma              | Me              | Gi              | Ve              | Sa              | Do              | Lu              | Ma              | Me              | Gi              | Ve              | Sa              | Do              | Lu              | Ma              | Me              | Gi              | Ve              |                 |
| Febbraio        | Sa              | Do              | Lu              | Ma              | Me              | Gi              | Ve              | Sa              | Do              | Lu              | Ma              | Me              | Gi              | Ve              | Sa              | Do              | Lu              | Ma              | Me              | Gi              | Ve              | Sa              | Do              | Lu              | Ma              | Me              | Gi              | Ve              |                 |                 |                 |                 |
| Marzo           | Sa              | Do              | Lu              | Ma              | Me              | Gi              | Ve              | Sa              | Do              | Lu              | Ma              | Me              | Gi              | Ve              | Sa              | Do              | Lu              | Ma              | Me              | Gi              | Ve              | Sa              | Do              | Lu              | Ma              | Me              | Gi              | Ve              | Sa              | Do              | Lu              |                 |
| Aprile          | Ma              | Me              | Gi              | Ve              | Sa              | Do              | Lu              | Ma              | Me              | Gi              | Ve              | Sa              | Do              | Lu              | Ma              | Me              | Gi              | Ve              | Sa              | Do              | Lu              | Ma              | Me              | Gi              | Ve              | Sa              | Do              | Lu              | Ma              | Me              |                 |                 |
| Maggio          | Gi              | Ve              | Sa              | Do              | Lu              | Ma              | Me              | Gi              | Ve              | Sa              | Do              | Lu              | Ma              | Me              | Gi              | Ve              | Sa              | Do              | Lu              | Ma              | Me              | Gi              | Ve              | Sa              | Do              | Lu              | Ma              | Me              | Gi              | Ve              | Sa              |                 |
| Giugno          | Do              | Lu              | Ma              | Me              | Gi              | Ve              | Sa              | Do              | Lu              | Ma              | Me              | Gi              | Ve              | Sa              | Do              | Lu              | Ma              | Me              | Gi              | Ve              | Sa              | Do              | Lu              | Ma              | Me              | Gi              | Ve              | Sa              | Do              | Lu              |                 |                 |
| Luglio          | Ma              | Me              | Gi              | Ve              | Sa              | Do              | Lu              | Ma              | Me              | Gi              | Ve              | Sa              | Do              | Lu              | Ma              | Me              | Gi              | Ve              | Sa              | Do              | Lu              | Ma              | Me              | Gi              | Ve              | Sa              | Do              | Lu              | Ma              | Me              | Gi              |                 |
| Agosto          | Ve              | Sa              | Do              | Lu              | Ma              | Me              | Gi              | Ve              | Sa              | Do              | Lu              | Ma              | Me              | Gi              | Ve              | Sa              | Do              | Lu              | Ma              | Me              | Gi              | Ve              | Sa              | Do              | Lu              | Ma              | Me              | Gi              | Ve              | Sa              | Do              |                 |
| Settembre       | Lu              | Ma              | Me              | Gi              | Ve              | Sa              | Do              | Lu              | Ma              | Me              | Gi              | Ve              | Sa              | Do              | Lu              | Ma              | Me              | Gi              | Ve              | Sa              | Do              | Lu              | Ma              | Me              | Gi              | Ve              | Sa              | Do              | Lu              | Ma              |                 |                 |
| Ottobre         | Me              | Gi              | Ve              | Sa              | Do              | Lu              | Ma              | Me              | Gi              | Ve              | Sa              | Do              | Lu              | Ma              | Me              | Gi              | Ve              | Sa              | Do              | Lu              | Ma              | Me              | Gi              | Ve              | Sa              | Do              | Lu              | Ma              | Me              | Gi              | Ve              |                 |
| Novembre        | Sa              | Do              | Lu              | Ma              | Me              | Gi              | Ve              | Sa              | Do              | Lu              | Ma              | Me              | Gi              | Ve              | Sa              | Do              | Lu              | Ma              | Me              | Gi              | Ve              | Sa              | Do              | Lu              | Ma              | Me              | Gi              | Ve              | Sa              | Do              |                 |                 |
| Dicembre        | Lu              | Ma              | Me              | Gi              | Ve              | Sa              | Do              | Lu              | Ma              | Me              | Gi              | Ve              | Sa              | Do              | Lu              | Ma              | Me              | Gi              | Ve              | Sa              | Do              | Lu              | Ma              | Me              | Gi              | Ve              | Sa              | Do              | Lu              | Ma              | Me              |                 |